# Font de Jaume de la Sana
La Font de Jaume de la Sana és una font de la Serra de Boumort, de l'antic terme d'Hortoneda de la Conca, pertanyent a l'actual municipi de Conca de Dalt, al Pallars Jussà. És a prop de l'antiga caseria de Segan.
Està situada a 1.665 m d'altitud, a la capçalera de la llau de la Castellana, al nord-oest del Serrat de l'Era del Cumó i al nord-est de la Solana del Roc Redó.